# Suleiman Pasja (Turks officier)

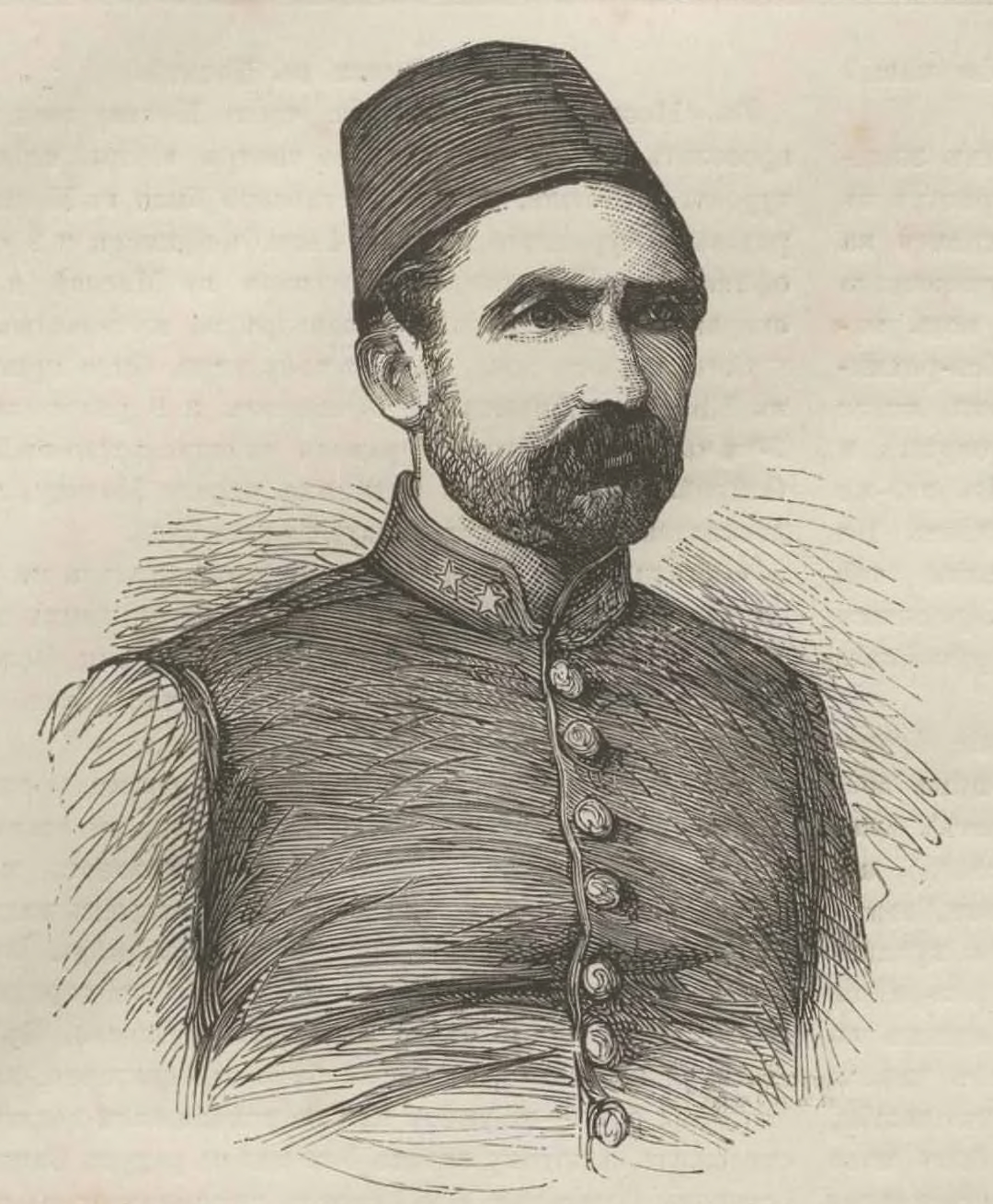
Suleiman Pasja

Suleiman Pasja (± 1840-1892) was een Turks officier die het bevel had over het Turkse leger op de Balkan tijdens de Russisch-Turkse Oorlog (1877-1878). Zijn incompetente leiding wordt gezien als de hoofdreden voor de uiteindelijke Turkse nederlaag. Na de oorlog werd hij verbannen.
Suleiman werd rond 1840 geboren in Istanboel, waar hij ook zijn militaire opleiding kreeg. Hij werd in 1867 bevorderd tot majoor en in 1873 was hij instructeur van de militaire school met de rang van kolonel. Een jaar later werd hij bevorderd tot brigadegeneraal. In 1876 was hij een van de personen achter de afzetting van Abdülaziz, de 32e Sultan van het Ottomaanse Rijk. In 1877 volgde hij Mehmed Ali Pasha op als bevelhebber en pasja van het Turkse leger op de Balkan. Doordat hij zijn troepen op de Balkan te zeer verspreidde, werden ze relatief eenvoudig onder de voet gelopen door Russen.
De Turkse officier Suleiman Pasja moet niet worden verward met de Franse officier Suleiman Pasja, die zich bekeerde tot de islam en in dienst trad bij Mohammed Ali van Egypte.